# Stenophragma paponorum
Stenophragma paponorum är en tvåvingeart som beskrevs av Loïc Matile 1991. Stenophragma paponorum ingår i släktet Stenophragma och familjen svampmyggor.
Artens utbredningsområde är Nya Kaledonien. Inga underarter finns listade i Catalogue of Life.